# Новак Ярослав Степанович
Яросла́в Степа́нович Но́вак (нар. 24 серпня 1947, Вербівці, Теребовлянський район, Тернопільська область) — український художник. Член НСХУ (1992). Лавреат Мистецької премії ім. М. Бойчука (1990). Член мистецького гурту «Хоругва».

## Життєпис
Народився 24 серпня 1947 року в селі Вербівці Теребовлянського району Тернопільської області.
Початкову освіту здобув у Вербівській восьмирічній школі та середній школі в Києві, після чого в 1968—1972 роках навчався у Львівському училищі прикладного мистецтва ім. І. Труша. Займається станковим та монументальним живописом.
У 2015 році взяв участь в мистецькому проєкті «Мамай єднає Україну».
Учасник мистецьких виставок у Тернополі, Львові, Запоріжжі, Івано-Франківську, Києві, Каневі, Братиславі тощо. Роботи зберігаються в приватних колекціях у США, Великій Британії, Канаді, Словаччині, Чехії.

## Роботи
- «Мої шляхи» (автопортрет, 1989)
- «Покаяння» (1990)
- «Тополі» (1995)
- «Благовіщення» (1996)
- «Мазепа» (2000)
- «Дівчина з легенди (Маруся Чурай)» (2001)
- «Діалог», «Хай буде воля Твоя» (обидва — 2003)
- «Життя живе, бо дух Його дорога» (2014)
- «Ото Він із хмарами йде…» (2015)
- «Отець М. Дзюба» (2015)

Настінні розписи
- «Народження весни» (1990) у гуртожитку Тернопільського державного медичного університету ім. І. Я. Горбачевського,
- «Тайна вечеря» (2002—2005, у співавторстві з М. Лисаком) у Катедральному соборі УГКЦ м. Тернополя.